# Luis Enrique
Luis Enrique Martínez García (Gijón, 8 de maio de 1970) é um treinador e ex-futebolista espanhol que atuava como meio-campista. Atualmente comanda o Paris Saint-Germain.
Destaque como jogador na década de 1990, teve boas passagens por Real Madrid e Barcelona, além de ter defendido também a Seleção Espanhola. Já como treinador, ficou marcado por comandar um grande time do Barça que encantou com o brilho do trio MSN: Messi, Suárez e Neymar. E também, comandou o Paris Saint-Germain no primeiro título de Champions League da história do clube, em 2025.
Em agosto de 2016, após uma vitória catalã por 3 a 0 sobre o Sevilla, válida pela Supercopa da Espanha, Luis Enrique tornou-se o sexto treinador a ser "campeão de tudo" pelo mesmo clube na Europa.

## Carreira como jogador
Iniciou a carreira no Sporting Gijón, em 1989. Após o destaque nos Rojiblancos, foi contratado pelo Real Madrid em julho de 1991. Cinco anos depois, em julho de 1996, transferiu-se para o Barcelona e entrou para a lista dos "vira-casacas" que atuaram pelos dois rivais. No clube catalão, Luis Enrique viveu o auge da sua carreira nos anos 90, sendo um um dos destaques da equipe ao lado de grandes jogadores como Rivaldo, Luís Figo, Hristo Stoichkov, Sergi Barjuan e Josep Guardiola.
Pela Seleção Espanhola, disputou os Jogos Olímpicos de 1992, onde obteve a medalha de ouro. O meio-campista também representou a Fúria nas Copas do Mundo FIFA de 1994, 1998 e 2002, além da Euro 1996. No total, atuou em 62 partidas e marcou 12 gols pela Espanha.

## Carreira como treinador

### Início
Após ter comandado o Barcelona B entre 2008 e 2011, Luis Enrique foi contratado pela Roma em junho de 2011, mas permaneceu no clube italiano por apenas uma temporada, deixando a equipe em maio de 2012.

### Celta de Vigo
Em junho de 2013, foi anunciado como treinador do Celta de Vigo. Sob seu comando, o Celta terminou a La Liga de 2013–14 em 9º lugar. No entanto, apesar da diretoria desejar sua permanência, ele acabou deixando o clube em maio de 2014.

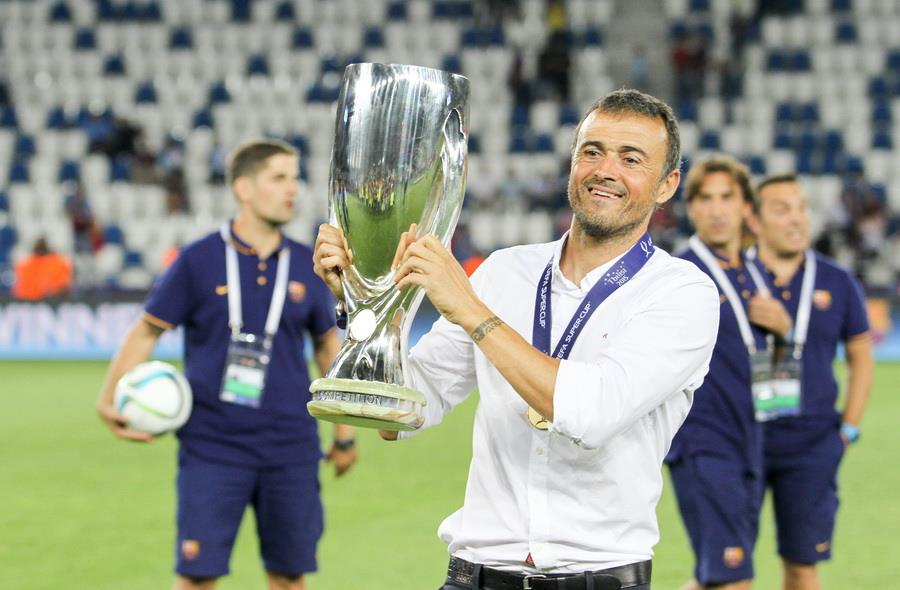
Luis Enrique erguendo o troféu da Supercopa da UEFA de 2015

### Barcelona
Foi anunciado como técnico do Barcelona no dia 19 de maio de 2014, assinando por duas temporadas. Como treinador, Luis Enrique conseguiu repetir o sucesso que obteve como jogador e conquistou dois títulos da La Liga (2014–15 e 2015–16), além da Liga dos Campeões da UEFA de 2014–15. Na temporada 2014–15, levou o clube à segunda tríplice coroa de sua história.
O técnico permaneceu até o fim da temporada 2016–17, saindo em junho e sendo substituído por Ernesto Valverde. Apesar dos títulos conquistados, alegou desgaste para não continuar.

### Seleção Espanhola
No dia 9 de julho de 2018, foi anunciado como o novo treinador da Seleção Espanhola, assumindo o posto deixado por Fernando Hierro e assinando por dois anos.
Alegando problemas pessoais, deixou o cargo no dia 19 de junho de 2019. Luis Rubiales, presidente da Real Federação Espanhola de Futebol, anunciou a saída do treinador por motivos pessoais relacionados a sua família, que não foram divulgados. No dia 29 de agosto, Luis Enrique anunciou a morte de sua filha, Xana, em decorrência de um câncer. Já no dia 19 de novembro, cinco meses após a sua saída, o treinador retornou ao comando da Seleção.

#### Copa do Mundo de 2022
Estreou na Copa do Mundo FIFA de 2022 no dia 23 de novembro, no primeiro jogo do Grupo E. Luis Enrique comandou a Espanha na grande atuação contra a Costa Rica, em que os espanhóis golearam por 7 a 0. Já na segunda partida, no dia 27 de novembro, a Roja empatou em 1 a 1 com a Alemanha no Estádio Al Bayt. Os espanhóis chegaram a perder por 2 a 1 para o Japão no último jogo da fase de grupos, mas se classificaram em segundo lugar.
Nas oitavas de final, contra o Marrocos, a Espanha abusou da posse de bola, mas não convertou o domínio em finalizações e pouco agrediu o time adversário. Após um empate por 0 a 0 no tempo normal e na prorrogação, os espanhóis perderam por 3 a 0 nos pênaltis e foram eliminados. Dois dias depois, a Real Federação Espanhola de Futebol comunicou a demissão de Luis Enrique.

### Paris Saint-Germain
Em 5 de julho de 2023, foi anunciado como novo técnico do Paris Saint-Germain. Conquistou seu primeiro título pelo clube no dia 3 de janeiro de 2024, a Supercopa da França. Na Liga dos Campeões da UEFA, levou a equipe até a semifinal, sendo eliminado pelo Borussia Dortmund.
Em 31 de maio de 2025, conquista a Liga dos Campeões da UEFA de 2024–25 com o PSG, ajudando o clube a conquistar o seu 1º título de Champions League na história. A conquista ocorreu após derrotar a Inter de Milão por 5 a 0 na final, realizada na Allianz Arena em Munique.

## Estatísticas como jogador

### Clubes
| Clube             | Temporada         | La Liga | La Liga | Copa do Rei | Copa do Rei | Competições europeias¹ | Competições europeias¹ | Outras competições | Outras competições | Total | Total |
| Clube             | Temporada         | Jogos   | Gols    | Jogos       | Gols        | Jogos                  | Gols                   | Jogos              | Gols               | Jogos | Gols  |
| ----------------- | ----------------- | ------- | ------- | ----------- | ----------- | ---------------------- | ---------------------- | ------------------ | ------------------ | ----- | ----- |
| Sporting Gijón    | 1989–90           | 1       | 0       | -           | -           | -                      | -                      | -                  | -                  | 1     | 0     |
| Sporting Gijón    | 1990–91           | 35      | 14      | 9           | 3           | -                      | -                      | -                  | -                  | 44    | 17    |
| Sporting Gijón    | Total             | 36      | 14      | 9           | 3           | 0                      | 0                      | 0                  | 0                  | 45    | 17    |
| Real Madrid       | 1991–92           | 29      | 4       | 6           | 1           | 6                      | 0                      | -                  | -                  | 41    | 5     |
| Real Madrid       | 1992–93           | 34      | 2       | 6           | 0           | 8                      | 1                      | -                  | -                  | 48    | 3     |
| Real Madrid       | 1993–94           | 28      | 2       | 4           | 1           | 6                      | 0                      | 2                  | 0                  | 40    | 3     |
| Real Madrid       | 1994–95           | 35      | 4       | 2           | 0           | 6                      | 0                      | -                  | -                  | 43    | 4     |
| Real Madrid       | 1995–96           | 31      | 3       | 0           | 0           | 8                      | 0                      | 2                  | 0                  | 41    | 3     |
| Real Madrid       | Total             | 157     | 15      | 18          | 2           | 34                     | 1                      | 4                  | 0                  | 213   | 18    |
| Barcelona         | 1996–97           | 35      | 17      | 7           | 1           | 7                      | 0                      | 2                  | 0                  | 51    | 18    |
| Barcelona         | 1997–98           | 34      | 18      | 6           | 3           | 6                      | 4                      | 1                  | 0                  | 47    | 25    |
| Barcelona         | 1998–99           | 26      | 11      | 3           | 0           | 3                      | 1                      | 2                  | 0                  | 34    | 12    |
| Barcelona         | 1999–00           | 19      | 3       | 5           | 3           | 7                      | 6                      | 2                  | 0                  | 33    | 12    |
| Barcelona         | 2000–01           | 28      | 9       | 4           | 1           | 9                      | 6                      | -                  | -                  | 41    | 16    |
| Barcelona         | 2001–02           | 23      | 5       | 0           | 0           | 15                     | 6                      | -                  | -                  | 38    | 11    |
| Barcelona         | 2002–03           | 18      | 8       | 0           | 0           | 8                      | 2                      | -                  | -                  | 26    | 10    |
| Barcelona         | 2003–04           | 24      | 3       | 1           | 0           | 5                      | 2                      | -                  | -                  | 30    | 5     |
| Barcelona         | Total             | 207     | 73      | 26          | 8           | 60                     | 27                     | 7                  | 0                  | 300   | 109   |
| Total na Carreira | Total na Carreira | 400     | 102     | 53          | 13          | 94                     | 28                     | 11                 | 0                  | 558   | 144   |

### Seleção Espanhola
| Ano   |       |      |
| Ano   | Jogos | Gols |
| ----- | ----- | ---- |
| 1991  | 1     | 0    |
| 1992  | 0     | 0    |
| 1993  | 2     | 0    |
| 1994  | 9     | 3    |
| 1995  | 8     | 0    |
| 1996  | 9     | 2    |
| 1997  | 4     | 2    |
| 1998  | 8     | 1    |
| 1999  | 8     | 4    |
| 2000  | 3     | 0    |
| 2001  | 5     | 0    |
| 2002  | 5     | 0    |
| Total | 62    | 12   |

## Estatísticas como treinador
Atualizadas até 31 de maio de 2025.
| Clube               | Jogos | Vitórias | Empates | Derrotas | Aproveitamento |
| ------------------- | ----- | -------- | ------- | -------- | -------------- |
| Barcelona B         | 124   | 59       | 40      | 25       | 58,3%          |
| Roma                | 42    | 17       | 9       | 16       | 47,6%          |
| Celta de Vigo       | 40    | 15       | 7       | 18       | 43,3%          |
| Barcelona           | 181   | 138      | 22      | 21       | 80,2%          |
| Espanha             | 47    | 26       | 14      | 7        | 65,2%          |
| Paris Saint-Germain | 111   | 77       | 20      | 14       | 75,38%         |

## Títulos como jogador
Real Madrid
- Copa do Rei: 1992–93
- Supercopa da Espanha: 1993
- La Liga: 1994–95

Barcelona
- Supercopa da Espanha: 1996
- Taça dos Clubes Vencedores de Taças: 1996–97
- Supercopa da UEFA: 1997
- Copa do Rei: 1997–98
- La Liga: 1997–98 e 1998–99

Seleção Espanhola
- Jogos Olímpicos: 1992

### Prêmios individuais
- Jogador Revelação da La Liga: 1990–91
- Equipe da Temporada da ESM: 1996–97
- FIFA 100[26]
- IFFHS MEN’S ALL TIME SPAIN DREAM TEAM (Time B)[27]

## Títulos como treinador
Barcelona
- La Liga: 2014–15 e 2015–16
- Copa do Rei: 2014–15, 2015–16 e 2016–17
- Liga dos Campeões da UEFA: 2014–15
- Supercopa da UEFA: 2015
- Copa do Mundo de Clubes da FIFA: 2015[28]
- Supercopa da Espanha: 2016

Paris Saint-Germain
- Supercopa da França: 2023 e 2024
- Ligue 1: 2023–24 e 2024–25[29]
- Copa da França: 2023–24 e 2024–25[30]
- Liga dos Campeões da UEFA: 2024–25[31]
- Supercopa da UEFA: 2025[32]

### Prêmios individuais
- Prêmios LFP - Melhor Treinador: 2014–15
- Treinador do Ano da FIFA: 2015
- Treinador do Ano pela World Soccer: 2015
- Melhor Treinador de Clubes do Mundo da IFFHS: 2015
- Técnico da Temporada da Ligue 1: 2024–25[33]